# وقواق برونزي غولدي
وقواق برونزي غولدي (الاسم العلمي: Chrysococcyx russatus) (بالإنجليزية: Gould's Bronze-cuckoo)‏ هو نوع من الطيور يتبع جنس الوقواق البرونزي من فصيلة طيور الوقواق.